# Catalogue des Troyens
 (juillet 2025).
Le Catalogue des Troyens est un passage du chant II de l’Iliade d'Homère (v. 816-877), qui fait pendant au célèbre « Catalogue des vaisseaux » qui le précède. Après avoir longuement énuméré les contingents grecs en présence, l'aède livre une description plus succincte des forces troyennes.

## Contenu

Carte de la Grèce homérique.

Le « Catalogue » recense 16 contingents de 12 ethnonymes différents commandés par 26 chefs. Il passe en revue 33 toponymes. En faisant une moyenne du nombre de soldats achéens de chaque peuple et en le reportant par rapport au nombre de peuples alliés des Troyens, on peut estimer que l'armée troyenne compte environ 80 000 hommes. Ce nombre n'est malgré tout qu'une estimation et n'a aucune valeur historique ni littéraire. 
Au IIe siècle av. J.-C. le géographe grec Démétrios de Scepsis compose un ouvrage intitulé la Disposition des forces Troyennes (ὁ Τρωικὸς διάκοσμος), où il commente notamment le Catalogue des Troyens. 
| Région ou peuples | Chef(s)                  | Cités                                                           |
| ----------------- | ------------------------ | --------------------------------------------------------------- |
| Troie             | Hector                   | Non explicité (Troie)                                           |
| Dardanie          | Énée, Archéloque, Acamas | Non explicité                                                   |
| Mont Ida          | Pandare                  | Zélée                                                           |
| Non explicité     | Adraste, Amphios         | Adrastée, Apèse, Pitye, Mont Téréié                             |
| Non explicité     | Asios                    | Percote, Practios, Sestos, Abydos, Arisbé                       |
| Pélasges          | Hippothoos, Pylée        | Larisse                                                         |
| Thraces           | Acamas, Piroos           | Non explicité                                                   |
| Cicones           | Euphémos                 | Non explicité                                                   |
| Péoniens          | Pyrechmès                | Amydon près du fleuve Axios                                     |
| Paphlagonie       | Pylémène                 | Cytore, Sésame, bords du Parthénios, Cromne, Égialée, Érythines |
| Alizones          | Odios, Épistrophe        | Alybé                                                           |
| Mysie             | Chromis, Ennome          | Non explicité                                                   |
| Phrygie           | Phorcys, Ascagne         | Lointaine Ascanie                                               |
| Méonie            | Mesthlès, Antiphos       | Sous le mont Tmolos                                             |
| Carie             | Amphimaque et Nastès     | Milet, Mont Phthires, rives du fleuve Méandre, Mont Mycale      |
| Lycie             | Sarpédon, Glaucos        | Bords du Xanthe                                                 |